# Jofre Carreras
Jofre Carreras Pagès (Girona, 17 giugno 2001) è un calciatore spagnolo, attaccante dell'Espanyol.

## Carriera
Nel 2014 è entrato a far parte del settore giovanile dell'Espanyol dopo aver militato nel Grup Excursionista i Esportiu Gironí e nel Girona. Nel 2019 è stato assegnato alla squadra B del club catalano, con cui ha debuttato il 10 febbraio nell'incontro di Segunda División B perso 1-0 contro l'Alcoyano.
Il 28 febbraio 2020 ha rinnovato il contratto fino al 2024 ed il 27 settembre ha debuttato in prima squadra sostituendo Fran Mérida nell'incontro di Segunda División vinto 2-0 contro il Real Oviedo.
In seguito alla promozione del club in Primera División, il 14 agosto ha rinnovato il contratto fino al 2026 ed è stato prestato al Mirandés per la stagione 2022-2023.

## Statistiche

### Presenze e reti nei club
Statistiche aggiornate al 21 dicembre 2023.
| Stagione        | Squadra         | Campionato      | Campionato | Campionato | Coppe nazionali | Coppe nazionali | Coppe nazionali | Coppe continentali | Coppe continentali | Coppe continentali | Altre coppe | Altre coppe | Altre coppe | Totale | Totale | Totale |
| Stagione        | Squadra         | Comp            | Pres       | Reti       | Comp            | Pres            | Reti            | Comp               | Pres               | Reti               | Comp        | Pres        | Reti        | Pres   | Reti   |        |
| --------------- | --------------- | --------------- | ---------- | ---------- | --------------- | --------------- | --------------- | ------------------ | ------------------ | ------------------ | ----------- | ----------- | ----------- | ------ | ------ | ------ |
| 2018-2019       | Espanyol B      | SDB             | 1          | 0          |                 | -               | -               |                    | -                  | -                  |             | -           | -           | 1      | 0      |        |
| 2019-2020       | Espanyol B      | SDB             | 3          | 0          |                 | -               | -               |                    | -                  | -                  |             | -           | -           | 3      | 0      |        |
| 2020-2021       | Espanyol B      | SDB             | 8          | 2          |                 | -               | -               |                    | -                  | -                  |             | -           | -           | 8      | 2      |        |
| 2021-2022       | Espanyol B      | PDR             | 18         | 3          |                 | -               | -               |                    | -                  | -                  |             | -           | -           | 18     | 3      |        |
| 2020-2021       | Espanyol        | SD              | 3          | 0          | CR              | 2               | 0               |                    | -                  | -                  |             | -           | -           | 5      | 0      |        |
| 2021-2022       | Espanyol        | PD              | 3          | 0          | CR              | 1               | 0               |                    | -                  | -                  |             | -           | -           | 4      | 0      |        |
| 2022-2023       | Mirandés        | SD              | 27         | 1          | CR              | 1               | 0               |                    | -                  | -                  |             | -           | -           | 28     | 1      |        |
| 2023-2024       | Espanyol        | SD              | 17         | 2          | CR              | 2               | 2               |                    | -                  | -                  |             | -           | -           | 19     | 4      |        |
| Totale carriera | Totale carriera | Totale carriera | 80         | 8          |                 | 6               | 2               |                    | -                  | -                  |             | -           | -           | 86     | 10     |        |